# Bicicletta a scatto fisso

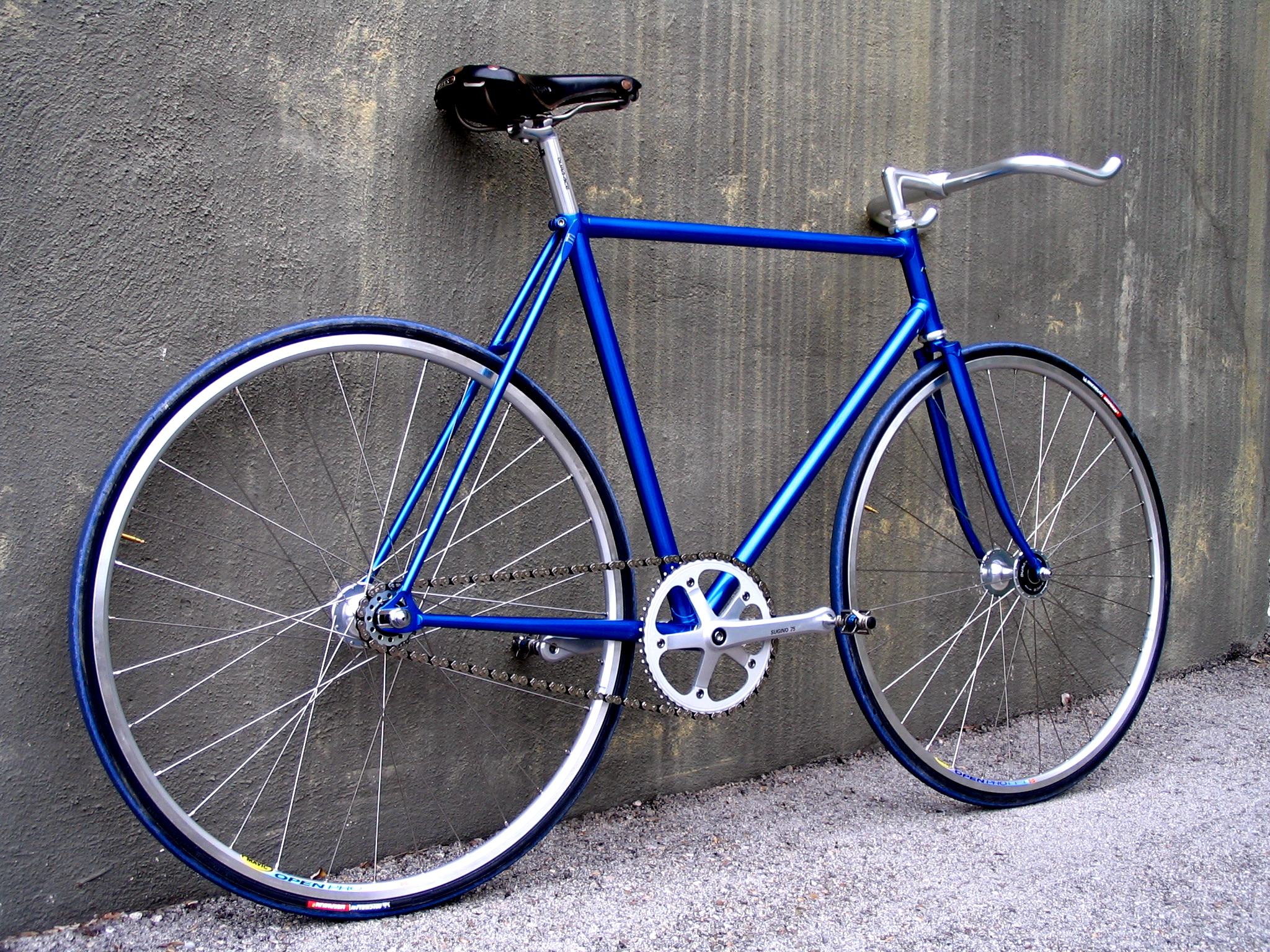
Bici a scatto fisso priva anche dei freni

La bicicletta a scatto fisso è una bicicletta che ha la particolarità di avere un solo rapporto possibile e nessun meccanismo di ruota libera, per cui la pedalata è solidale con il movimento della ruota posteriore. Non è perciò possibile pedalare a vuoto all'indietro, né smettere di pedalare, a meno che non si voglia rallentare bruscamente l'andatura.

## Funzionamento e caratteristiche

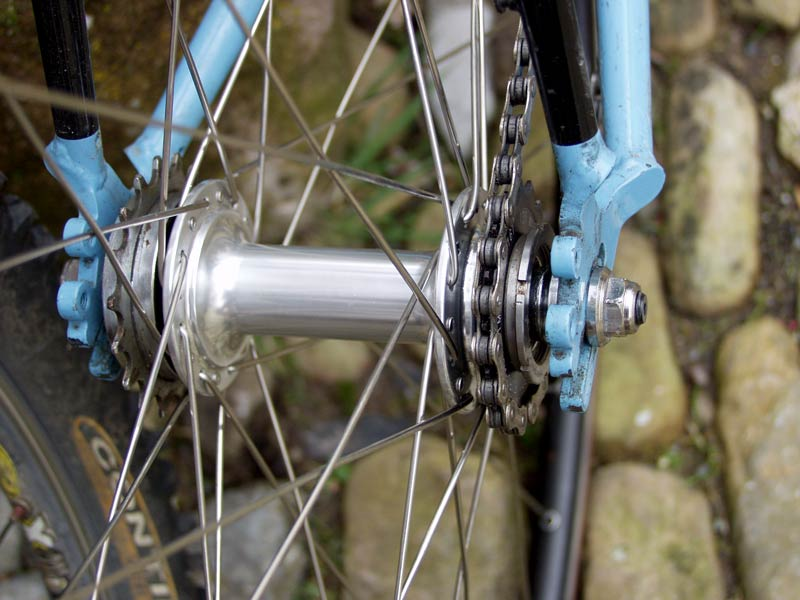
Scatto fisso con mozzo flip-flop

Si tratta del primo tipo di bicicletta inventato, nel quale la trasmissione ha presa diretta con la ruota posteriore tramite la catena. Solo in seguito fu ampiamente diffuso il meccanismo della ruota libera, con il quale è possibile smettere di pedalare, e anche pedalare all'indietro, senza ostacolare l'avanzamento del mezzo.
Vi è appunto la particolarità di avere un solo rapporto, con una singola corona ed un solo pignone. Il ciclista dovrà perciò, in ogni situazione, regolare la propria cadenza di pedalata in maniera da avanzare alla velocità desiderata. Proprio la caratteristica della trasmissione diretta permette anche di rallentare solo agendo sui pedali: per questo motivo molti preferiscono montare solo il freno anteriore o addirittura nessuno dei due. L'assenza di dispositivi indipendenti di frenatura è però vietata in Italia (si veda infra).
Per questo motivo le biciclette a scatto fisso sono le più leggere che si possano realizzare: sono prive di tutto il sistema di cavi, guaine, comandi e parti del cambio e molto frequentemente anche dei freni. Possono essere bici estremamente essenziali, costituite solamente da telaio e forcella, manubrio, attacco manubrio, movimento centrale, ruote, pedali, reggisella, sellino e trasmissione, costituita appunto da un unico rapporto.

## La scelta del rapporto
Dal momento che è possibile montare un solo ed unico rapporto, questo deve essere scelto in maniera accurata per essere adatto ad ogni occasione. In particolare un rapporto lungo favorirà la marcia a velocità sostenute, in rettilineo o in discesa, tuttavia risulterà molto difficile da spingere in situazioni quali l'ambiente urbano o in presenza di salite. D'altro canto un rapporto dal ridotto sviluppo metrico sarà favorevole in situazioni di accelerazione, partenze e rilanci, ma con questo non si potranno raggiungere velocità elevate.
È necessario perciò raggiungere un giusto compromesso, che è molto soggettivo sia per l'ambiente in cui si va ad utilizzare la bicicletta, sia per le caratteristiche del ciclista stesso. Usualmente risultano particolarmente vantaggiosi, in quanto riescono a raggiungere un buon compromesso, quei rapporti che sviluppano all'incirca 5 – 5,5 metri per pedalata (che corrispondono grossomodo al 42-18/16, che sono infatti gli usuali rapporti nelle bici Single Speed).

## Utilizzo

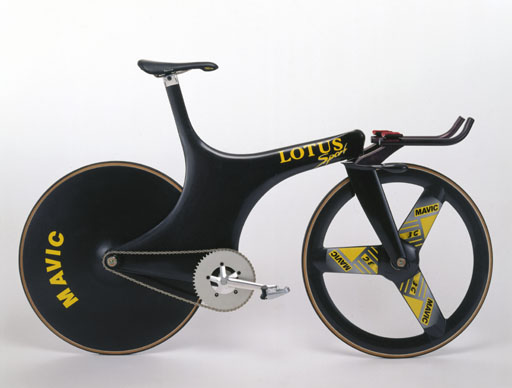
Bici a scatto fisso della Lotus, replica del modello con cui Chris Boardman vinse la medaglia d'oro nell'inseguimento a Barcellona 1992

Un particolare utilizzo agonistico della bici a scatto fisso è quello della pista: nei velodromi non sono infatti necessari i freni e la propulsione umana svolge il duplice ruolo di motore e freno (triplice se includiamo anche quello di cambio di velocità), dal momento che si gira tutti nello stesso verso. Inoltre il meccanismo a scatto fisso presenta un rendimento meccanico maggiore di un sistema dotato di cambio, in quanto vi sono meno componenti e meno attriti in cui si possa dissipare potenza, fattore non secondario quando si vogliano sviluppare velocità molto elevate per periodi relativamente brevi.
Va ricordato anche che per l'utilizzo agonistico in pista, si usavano ingranaggi di moltiplica e di pignone più robusti per cui i rapporti tipici 52/14 e 50/14 e 48/14 erano sostituiti dagli equivalenti 26/7 e 25/7 e 24/7, distribuiti sulle stesse circonferenze e quindi più robusti e più adatti a resistere alle coppie elevate applicate in quegli sforzi intensi e brevi tipici delle gare di sprint/velocità (passo Humber o "skip-tooth").
Un altro utilizzo a livello agonistico delle bici a scatto fisso si ha nella preparazione invernale della stagione ciclistica. Nei primi mesi dell'anno infatti, molti preparatori consigliano di effettuare un buon numero di chilometri nell'arco di alcune settimane (fino a qualche migliaia) con lo scatto fisso, utilizzando un rapporto piuttosto agile e puntando a percorrere più che altro lunghe distanze piuttosto che pensare a sviluppare elevate velocità. Lo scatto fisso permette di ottenere quella che in gergo è detta "pedalata rotonda", cioè la più redditizia possibile e stilisticamente perfetta, peraltro raggiungibile in maniera stabile solo con anni di esercizio.
Negli ultimi anni dagli Stati Uniti si è diffuso un uso urbano delle biciclette a scatto fisso a partire dai bike messenger fino all'utilizzo per trick. Questi prediligono la bici a scatto fisso per la sua leggerezza ed agilità, che la rendono un mezzo ideale per districarsi nel traffico delle città più o meno grandi. Pregi non secondari sono inoltre la sua composizione spartana: riducendo all'essenziale il numero di parti, vi sono meno componenti che possono essere soggette a furti, e allo stesso tempo è richiesta una manutenzione molto meno impegnativa di una bici tradizionale. Anche in Italia sta iniziando a diffondersi l'uso urbano di questo tipo di bici, sebbene l'uso di biciclette senza dispositivi autonomi di frenatura sia contro la legge, in quanto in contrasto con l'art. 68, comma 1, lettera a del Codice della Strada.

## Conversione
Ogni bicicletta è teoricamente convertibile in una a scatto fisso (chiamata anche, con un anglicismo ormai entrato nel gergo, "fixed" o "fixie"). Basta disporre di un mozzo filettato (di quelli che si usavano un tempo nelle bici sia da corsa che da passeggio) e di un pignone fisso.